# 蒙菲凯
蒙菲凯（法語：Montfiquet，法語發音：[mɔ̃fikɛ] ⓘ）是法国卡尔瓦多斯省的一个市镇，属于巴约区。

## 地理
蒙菲凯（49°10'20"N, 0°53'4"W）面积19.54 平方千米，位于法国诺曼底大区卡爾瓦多斯省，该省份为法国西北部沿海省份，北濒大西洋英吉利海峡，东北与滨海塞纳省以海上边界相接，东临厄尔省，南至奧恩省，西与芒什省接壤。
与蒙菲凯接壤的市镇（或旧市镇、城区）包括：德龙河畔巴勒鲁瓦、拉巴佐克、利托、勒莫莱-利特里、勒特龙凯、贝里尼、瑟里西拉福雷、沃巴东、巴勒鲁瓦。

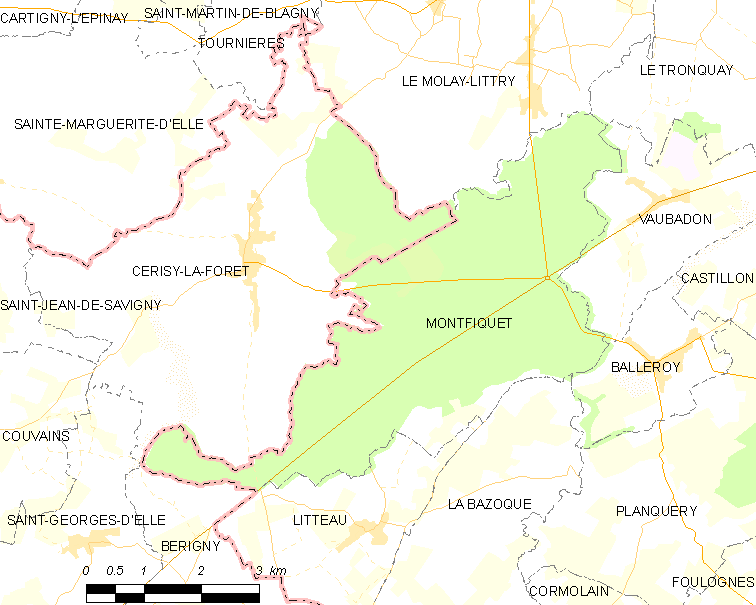
蒙菲凯的OSM定位图

蒙菲凯的时区为UTC+01:00、UTC+02:00（夏令时）。

## 行政
蒙菲凯的邮政编码为14490，INSEE市镇编码为14445。

## 政治
蒙菲凯所属的省级选区为特雷维耶尔县。

## 人口

1962-2008年间蒙菲凯人口变化图示

蒙菲凯于2022年1月1日时的人口数量为85人。